# Leopold Barschandt
Leopold Barschandt (12 agosto 1925 – 5 ottobre 2000) è stato un calciatore austriaco, di ruolo difensore.

## Carriera
Barschandt iniziò la sua carriera di calciatore a Helfort, poi attraverso il Gaswerk passò a Dornbach al Wiener Sport-Club, dove esordì in Staatsliga B, ottenendo la promozione in Staatsliga A nel 1953-1954. Debuttò in Nazionale a un mese dai Mondiali del 1954, in due partite amichevoli contro Galles e Norvegia. Per queste sue prime due apparizioni in Nazionale, un mese prima della Coppa del Mondo in Svizzera, fu impiegato come terzino sinistro accanto a Ernst Happel e Gerhard Hanappi, e così fu anche per la fase finale del torneo iridato.
L'Austria arrivò alla semifinale, persa 1-6 contro la Germania, e vinse la medaglia di bronzo contro i campioni in carica dell'Uruguay. Barschandt vinse tutte le partite che giocò: saltò infatti solo quella contro i tedeschi. Rimasto titolare fino alla successiva Coppa del Mondo, il suo declino in Nazionale coincise con gli unici trionfi a livello di club: vinse infatti il titolo per due stagioni consecutive (1957-1958 e 1958-1959) con il Wiener SC, e raggiunse i quarti di finale di Coppa dei Campioni nel 1958-1959 e nel 1959-1960.
Durante questo periodo i Dornbacher rimasero imbattuti in campionato dal dicembre 1957 al settembre 1959, quasi due anni, per un totale di 41 partite.
Nel 1960, lasciata Vienna, Barschandt ha terminato la sua carriera con lo Stickstoffwerke Linz.

## Palmarès
- Campionato austriaco: 2

Wiener SC: 1957-1958, 1958-1959